# Ocsvay Ferenc
Ocsvay Ferenc, Ocsvai (Csomafája, 1819. február 1. – Kolozsvár, 1887. november 16.) publicista, jogász, magyar királyi kúriai bíró.

## Élete
Ocsvay György táblabíró és birtokos (kinek atyja Ocskay családi nevét Ocsvayra változtatta, mivel iskolatársai ócskának gúnyolták) és Győrffy Terézia fia. 1819. február 1-jén született a Kolozs vármegyei Csomafáján. Középiskoláit 1827-től Kolozsvárt végezte, a bölcseletet, jogot és teológiát is ott hallgatta; már 1841-ben kilépett az iskolából és azonnal fölesküdött királyi táblai írnoknak. Pályája választására elhatározó befolyással volt az 1834. év élénk közgyűléseivel és a kolozsvári országgyűléssel. Wesselényi Miklós, Kemény Dénes bárók, Szász Károly szónoklatai mély benyomást tettek az ifjú lelkére. 1842-ben táblabíró lett Kolozs és Doboka vármegyékben. Kemény Zsigmond bárónak és Kovács Lajosnak 1841 után az Erdélyi Híradótól felsőbb intés folytán meg kellett válniuk; hogy a lap fennállhatását a kormány meg ne akadályozza, a lap vezetését, Méhes Sámuellel, a lap szerkesztőjével egyetértve, Ocsvayra (aki már az 1841. évi országgyűlés alatt is munkatársa volt a lapnak) és Vida Károlyra bízták, akik a Méhes neve alatt szerkesztették azt. Rövid idő mulva Vida megvált a laptól és Ocsvay maga szerkesztette 1848. május 30-ig az Erdélyi Híradót, mely hetenként kétszer jelent meg; azon év július 1-től Kolozsvári Híradó címmel hetenként egyszeri megjelenéssel szintén ő szerkesztette, kiadta és nyomtatta november 16-ig. 1848. november 16-a után a császári sereg elől ő is kivonult Kolozsvárból és beállott a 31. zászlóaljba közhonvédnek és nemsokára hadnagy lett Bem József seregében; de a katonaságtól csakhamar megvált és Bem ösztönzésére megindította a Honvéd című lapot 1848. december 28-tól Kolozsvárt, mely 1849. augusztus 14-ig naponta megjelent; egyidejűleg a statáriális bíróság tárgyalásaiban is részt vett. A szabadságharc után négy évig (Máramaros, Bereg, Ugocsa és Szatmár megyékben) bujdosott, de 1853 májusában elfogták és novemberben 15 évi vasban töltendő várfogságra ítélték, melyből hármat Josephstadtban (ahová 1854 áprilisában vitték) le is töltött. 1857-ben történt megkegyelmeztetése után Kolozsvárra ment, ahol az akkor ott székelő nagyenyedi református teológiai intézetben a latin és görög nyelvet tanította, majd 1858-61-ben az erdélyi kölcsönös jég- és tűzkármentesítő társulat ügyeit vezette. 1859-ben egy előre látó és jobb jövőt is reménylő magyar úr összegyűjtötte az iskolát végzett főrendű fiatalságot, hogy hallgassanak előadásokat a közjogból és annak előadására Ocsvayt kérték föl. 1861-ben rövid ideig Doboka vármegye, egy hónap mulva Kolozsvár főjegyzője volt és azon évben a visszaállított jogi fakultáson a hazai törvényeket adta elő és a Kolozsvári Közlönyt szerkesztette (1861. július 1-től az év végeig). Az 1865. évi kolozsvári országgyűlésre Doboka vármegye őt küldte föl képviselőnek és itt reá bízták a fölirat megszerkesztését, melyet december 12-én az országgyűlésen fel is olvasott. 1865-től 1868-ig országgyűlési képviselő volt, majd az igazságügyminisztériumhoz osztálytanácsossá neveztetett ki, azután a legfelsőbb ítélőszék erdélyi osztályánál volt bíró, később a semmítőszékhez került és 1869-ben, amikor a kúria megalakult, oda neveztetett ki birónak, és azóta ott működött, a politikai pályától visszavonult és csak hivatalának élt. Majd polgári, majd a bűnügyi osztályoknál működött. 1875-től kezdve a II. büntető tanácsnál végezte a bírói, előadói, gyakran elnökhelyettesi teendőket. 1887 nyarán nyugdíjba helyeztetett és ugyanezen év november 16-án meghalt Kolozsvárt.